# Force spéciale de Gando
La force spéciale de Gando (間島特設隊, Kanto Tokusetsutai) (Hangul: 간도 특설대／Gando Teugseoldae) est un bataillon indépendant de l'armée impériale du Mandchoukouo actif du 1er décembre 1938 à 1945. Composé principalement de Coréens, elle combattait les groupes militants anti-Japonais, anti-Mandchoukouo et pro-communistes dans les zones frontalières entre la Corée et le Mandchoukouo.

## Histoire
La région du Jiandao (en) dans la province de Jilin en Mandchourie, appelée en coréen Gando, est une zone étant habitée très majoritairement par des personnes d'ethnie coréenne depuis les anciens royaumes du Goguryeo et du Balhae. Après l'annexion de la Corée par l'empire du Japon en 1905, beaucoup de Coréens opposés à cette intégration s'installèrent au Gando et y établirent des mouvements de résistance anti-japonais. La plupart de ceux-ci seront plus tard contrôlés par le Parti communiste chinois par l'intermédiaire de l'armée unie anti-japonaise du Nord-Est.
À partir de 1907, le gouvernement japonais réclame un droit sur toutes les personnes d'ethnie coréenne sans regard sur leur localisation physique, et des frictions commencent avec le gouvernement chinois de la dynastie Qing pour le contrôle de la région de Gando, cumulant avec la convention de Gando (en) de 1909. Après l'incident de Mukden et l'établissement du contrôle japonais sur toute la Mandchourie en 1931, une autre vague d'immigration coréenne a lieu, cette fois avec l'encouragement des Japonais pour aider à renforcer les revendications japonaises sur le territoire.
Avec la création du Mandchoukouo en 1932, la situation du Gando devient très instable et la population locale alimente les factions anti-japonaises et anti-Mandchoukouo, dont la plupart utilisent des tactiques de guérilla. Afin de sécuriser la région, l'armée japonaise du Guandong recrute des Coréens pro-Japonais pour former une force spéciale, qui est incorporée et entraînée dans l'armée impériale du Mandchoukouo, principalement pour des tactiques de contre-insurrection. Nombre de Coréens considèrent que les opportunités d'avancement sont beaucoup plus faciles dans les académies militaires du Mandchoukouo et impossibles dans l'armée impériale japonaise, et rejoignent cette nouvelle force. Parmi ces nouveaux venus se trouvent le futur général de république de Corée Paik Sun-yup. L'historien Philip Jowett note que durant l'occupation japonaise de la Mandchourie, la force spéciale de Gando « gagna une réputation pour sa brutalité et est reconnue avoir dévasté de grandes zones qui étaient sous son commandement ».
Après la reddition du Japon de 1945, beaucoup de membres de la force spéciale de Gando sont incorporés dans la nouvelle armée de terre de la République de Corée par l'armée américaine, pour leur efficacité et leur connaissance particulière du terrain et des tactiques de l'armée populaire de Corée communiste dans de nombreuses régions du nord de la péninsule Coréenne. Certains atteindront plus tard de hautes positions au sein du gouvernement de République de Corée. Cependant, la plupart des membres de la force spéciale de Gando sont vues comme des Chinilpa dans la Corée d'aujourd'hui pour leur rôle dans la suppression de groupes luttant pour l'indépendance coréenne.